# Амазар (река)
Амаза́р — река в Забайкальском крае России, левый приток Амура.
Длина реки — 290 км. Площадь бассейна — 11 100 км². Образуется слиянием Большого Амазара и Малого Амазара, берущих начало на юго-востоке Олёкминского Становика. Высота истока — 634 м над уровнем моря. Течёт вдоль северных склонов Амазарского хребта, затем пересекает его и впадает в Амур ниже впадения Шилки.
Замерзает в октябре, вскрывается в конце апреля — начале мая. С дождём летом бывают паводки. Зимой местами промерзает до дна (на 3—5 месяцев). Средний расход у пгт Амазар составляет 29,3 м³/с. В бассейне реки 104 озера общей площадью 2,55 км².

## Название

Бассейн Амура

Во второй трети XVIII века академик Миллер, побывав в Нерчинске, выдвинул гипотезу о том, что в XVII веке река носила названия Горбица или Большая Горбица, в отличие от впадающей в Шилку речки Горбицы (ныне Горбичанка, устье у села Горбица Верхне-Куларкинского сельского поселения; не путать с речкой Горбицей, впадающей в Куэнгу у села Усть-Горбица Бакачачинского с. п.) в 200 км восточнее, по которой в то время (и до 1858 года) проходила российско-китайская граница. В результате этого в академическом Атласе Российском граница была проведена по реке Амазар, и хотя реального развития возникший пограничный спор не получил, информация о старых названиях реки попала в ЭСБЕ, БСЭ и Сибирскую советскую энциклопедию.
Фактически же все источники XVII века как до, так и во время, и после заключения Нерчинского договора, и ход переговоров, и даже свидетельства старожилов начала XVIII века единодушно свидетельствуют о том, что Амазар — исконное название реки, а граница никогда по ней не проводилась.

## Притоки
Притоки реки: Амазаркан, Могоча, Мадо, Аячи, Шуруга, Большая Чичатка, Большая Черемушка, Ушман, Кудичи, Утени, Булей, Верхнее Олонгро, Среднее Олонгро, Нижнее Олонгро, Кадара, Багаджа.